# Pachouria
Pachouria é um género botânico pertencente à família Apocynaceae.